# اکونچی
اکونچی (به اسپانیایی: Aconchi) در مکزیک است که در ایالت سونورا واقع شده‌است.

## خصوصیات
اکونچی ۳۵۸٫۷۴ کیلومترمربع مساحت و ۲٬۴۵۲ نفر جمعیت دارد و ۶۰۹ متر بالاتر از سطح دریا واقع شده‌است.